# Bād Rūd
Bād Rūd (persiska: باد رود, Bād) är en ort i Iran.   Den ligger i provinsen Esfahan, i den centrala delen av landet, 230 km söder om huvudstaden Teheran. Bād Rūd ligger 989 meter över havet och antalet invånare är 14 391.
Terrängen runt Bād Rūd är platt.Runt Bād Rūd är det glesbefolkat, med 13 invånare per kvadratkilometer. Bād Rūd är det största samhället i trakten. Omgivningarna runt Bād Rūd är i huvudsak ett öppet busklandskap.